# Мамун II
Мамун II (*д/н — 1017) — володар Хорезму в 1009—1017 роках.

## Життєпис
Походив з династії Мамунідів. Син хорезмшаха Мамуна ібн Мухаммеда. Перша згадка про нього відноситься до 999 року. У 1009 році після смерті старшого брата Абул-Хасан Алі стає новим хорезмшахом в обхід свого небожа Мухаммеда. На відміну від попередників не мав хисту до військової справи й бажання здійснювати походи. Він більше полюбляв займатися господарськими справами Хорезму, підтримував митців, поетів та науковців. При дворі хорезмшаха працювали Ібн Сіна, філософ Абу-Сахл Масіхі, медик Абулхайр ал-Хаммар, математик Абу-Наср Арран, Абурайхан ал-Біруні, що працювали в Академії Мамунідів. Також було здійснено значні будівельні та іригаційні заходи.
Водночас змушений був дипломатичними заходами уникати війн з Караханідами та Газневідами, налагодив дружні відносини з Багдадським халіфатом. У 1014 році отримав від халіфа аль-Кадіра підтвердження своєї влади, проте відмовився прийняти сувій з затвердження, побоюючись наступу Махмуда Газневі, що був налаштований проти Багдаду. У 1015 році одружився з сестрою останнього, Харра-ї Калджи, розраховуючи усунути загрозу з боку Газні.
Втім, поступово зближення Хорезму з Газневідами, які дедалі збільшували вплив, викликало невдоволення знаті. У 1017 році, коли Мамун II збирався визнати зверхність Махмуда Газневі, проти хорезмшаха влаштовано військовий заколот. Внаслідок цього Мамуна II повалено й вбито. Новим хорезмшахом став Абул-Харит Мухаммед.